# Весели четвртак (часопис)
Весели четвртак је илустровани дечји лист који је излазио у Београду 1932. и 1933. године. Појавио се у продаји 7. јануара 1932. године. Издавала га је „Нова штампарија” из Београда, а уређивали Јелена Зрнић, Светислав Лазић и Гргур Костић. Лист је излазио једном недељно, четвртком и продаван је по цени од два динара.
У првом броју Веселог четвртка први пут се појавио чувени стрип Мика Миш (цртани лик), аутора Ивана Шеншина, копија чувеног Дизнијевог јунака Микија Мауса.

## Историја
Први број Веселог четвртка појавио се у продаји 7. јануара 1932. године. Излазио је непуне две године, а последњи број изашао је 28. септембра 1933. Објављено је укупно 39 бројева овог часописа. У броју 39, који је вероватно био последњи, стоји обавештење да ће следећи број изаћи у октобру, али се изгледа он није појавио.
Непосредно пред излазак првог броја издат је и један рекламни примерак са свега четири стране, али форматом и графичком опремом идентичан каснијим редовним бројевима Веселог четвртка.
Један од сарадника у листу, новинар Божа Ковачевић, у Веснику часопису Савеза удружења православног свештенства, у бр. 723 за 1983. годину каже да је Весели четвртак излазио у Земуну још 1924. године и био штампан у Штампарији "Макарије". Према његовим речима, престао је да излази после пропасти ове штампарије, а поново је покренут 1932. године, под истим уредништвом.

## Изглед часописа
Штампан је на формату 19,5×24,5 цм. Корице и четири унутрашње стране отискиване су у две боје, а остале у црно-белој техници их повремено у плавој боји. Стрип је објављиван на 16 страна. Познато је да је бар један, последњи број, штампан у два издања - ћирилицом и латиницом.
Последњи објављен у 1932. години био је број 52, а од 1933. нумерација поново почиње од броја 1.